# John Whitelocke

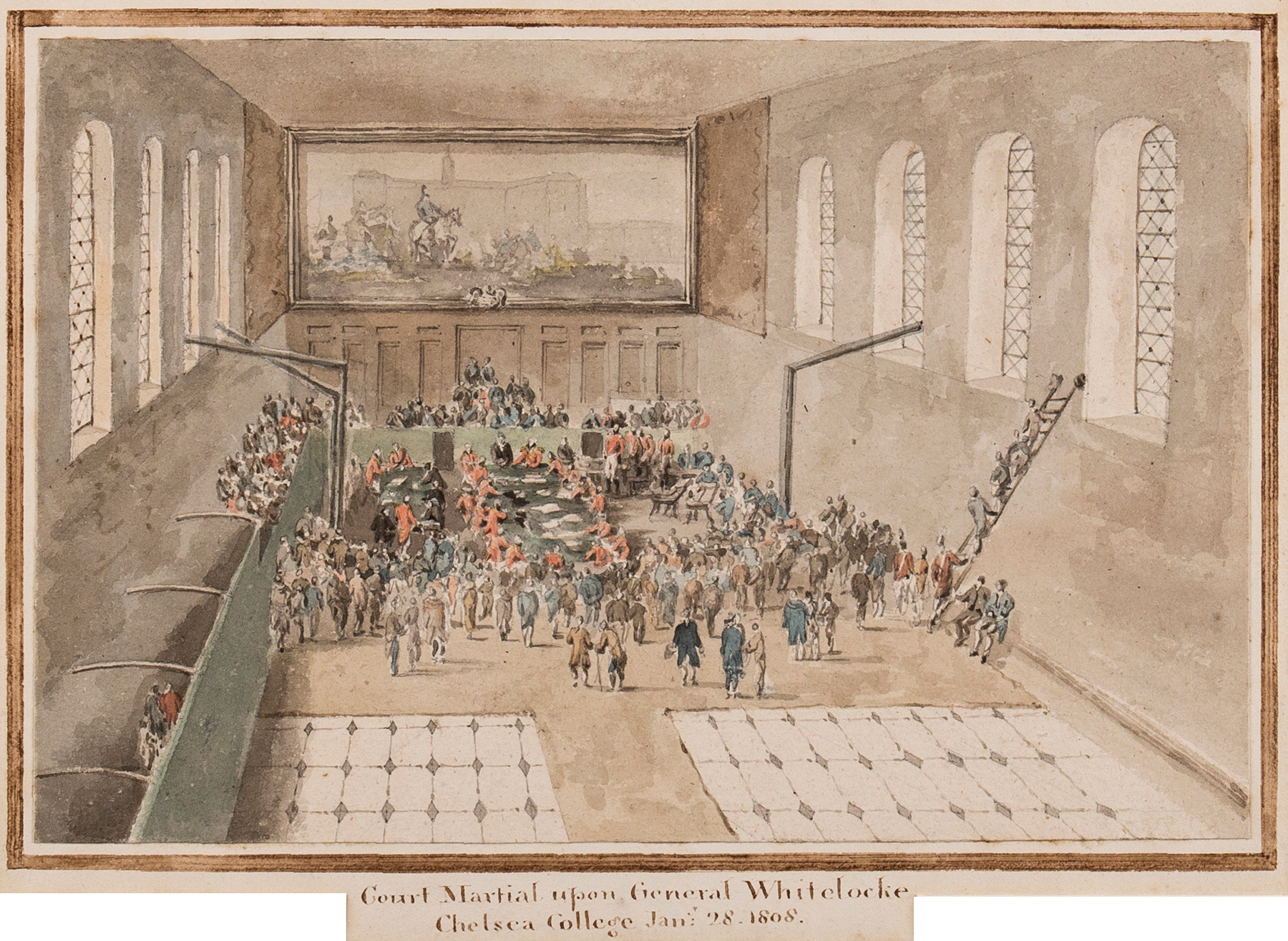
Tribunal Marcial sobre o General Whitelocke - Chelsea College, 28 de janeiro de 1808 - uma ilustração contemporânea por uma mão anônima

John Whitelocke (1757 — 23 de outubro de 1833) foi um oficial do exército inglês.

## Carreira
Whitelocke entrou para o exército em 1778 e serviu na Jamaica e em São Domingo, em 1805 foi promovido a tenente-general e inspetor-geral de recrutamento sendo indicado em 1807 ao comando da expedição que invadiu Buenos Aires, na época pertencente à Espanha, durante o período das Invasões Britânicas. O ataque à cidade recebeu forte resistência, levando Whitelocke a negociar com o general inimigo, Santiago de Liniers, culminando na rendição e no abandono da expedição britânica.
Tal conduta foi recebida com grande desaprovação pelos militares e pela Inglaterra, levando Whitelocke a uma corte marcial em 1808, onde acabou condenado por quase todas as acusações e declarado "inapto e indigno para servir a Sua Majestade em qualquer classe militar", sendo retirado de todas as suas funções.